# Pellenes seriatus
Pellenes seriatus är en spindelart som först beskrevs av Tord Tamerlan Teodor Thorell 1875.  Pellenes seriatus ingår i släktet Pellenes och familjen hoppspindlar. Enligt den finländska rödlistan är arten nära hotad i Finland. Artens livsmiljö är hagmarker och lövängar. Inga underarter finns listade i Catalogue of Life.